# Goetheana shakespearei
Goetheana shakespearei  (лат.) — вид паразитических наездников рода Goetheana из семейства эвлофиды (Eulophidae). Встречаются повсеместно в тропиках и субтропиках. Нативным ареалом, предположительно была Австралия, интродуцирован во многие регионы мира.

## Распространение
Австралия, Африка, Северная, Центральная и Южная Америка, Восточная, Южная и Юго-Восточная Азия.

## Описание
Очень мелкие хальцидоидные наездники (длина тела менее 0,8 мм, длина переднего крыла 0,4 мм), эндопаразитоиды личинок трипсов семейства Thripidae. Имеют расширенную овальную форму скапуса усика самцов (соотношение длины и ширины от 1:1 до 1,3:1). Передние крылья очень узкие с длинными щетинками, длина которых превышает максимальную ширину крыловой мембраны. Булава усиков 3-члениковая. Скутеллюм с 1 парой дорзальных щетинок (Entedoninae).
Среди хозяев отмечены представители отряда мелких насекомых трипсов (Thysanoptera: Caliothrips insularis, Ceratothripoides claratris, Dinurothrips hookeri, Frankliniella occidentalis, Heliothrips haemorrhoidalis, Hercinothrips femoralis, Hercothrips insularis, Pseudodendrothrips mori, Selenothrips rubrocinctus Thrips и другие) и растения из семейств Cucurbitaceae (например, огурец обыкновенный), Fabaceae (арахис культурный), Lauraceae (авокадо), Solanaceae (томат), Sterculiaceae (какао).
Вид был впервые описан в 1920 году американским энтомологом Александром Жироу (1884—1941) и назван в честь Уильяма Шекспира.